# Église Saint-Denis de Polisot
L'église Saint-Denis est une église située à Polisot, en France.

## Localisation
L'église est située sur la commune de Polisot, dans le département français de l'Aube.

## Historique
L'édifice est classé au titre des monuments historiques en 1936.

## Galerie d'images

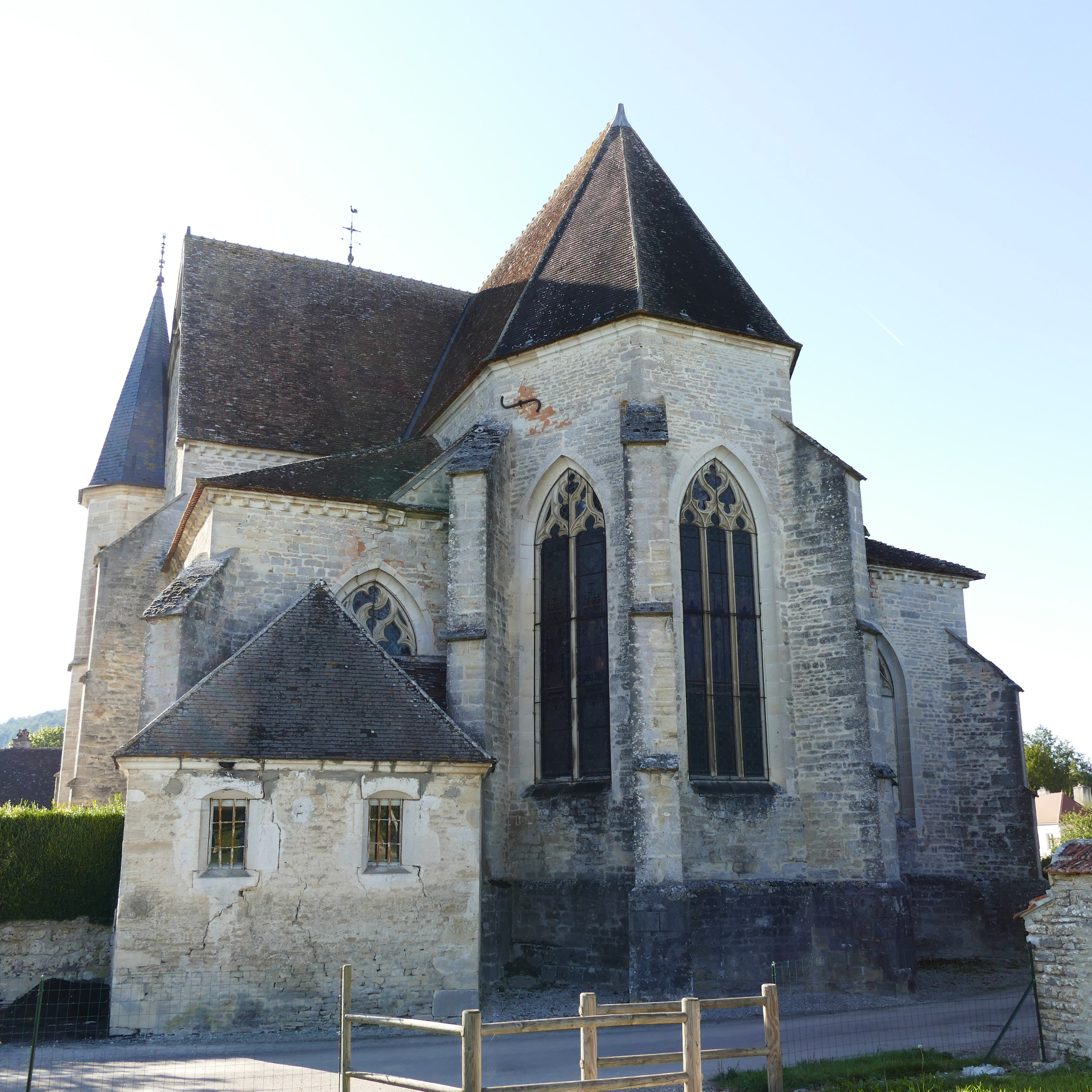
Le chevet.
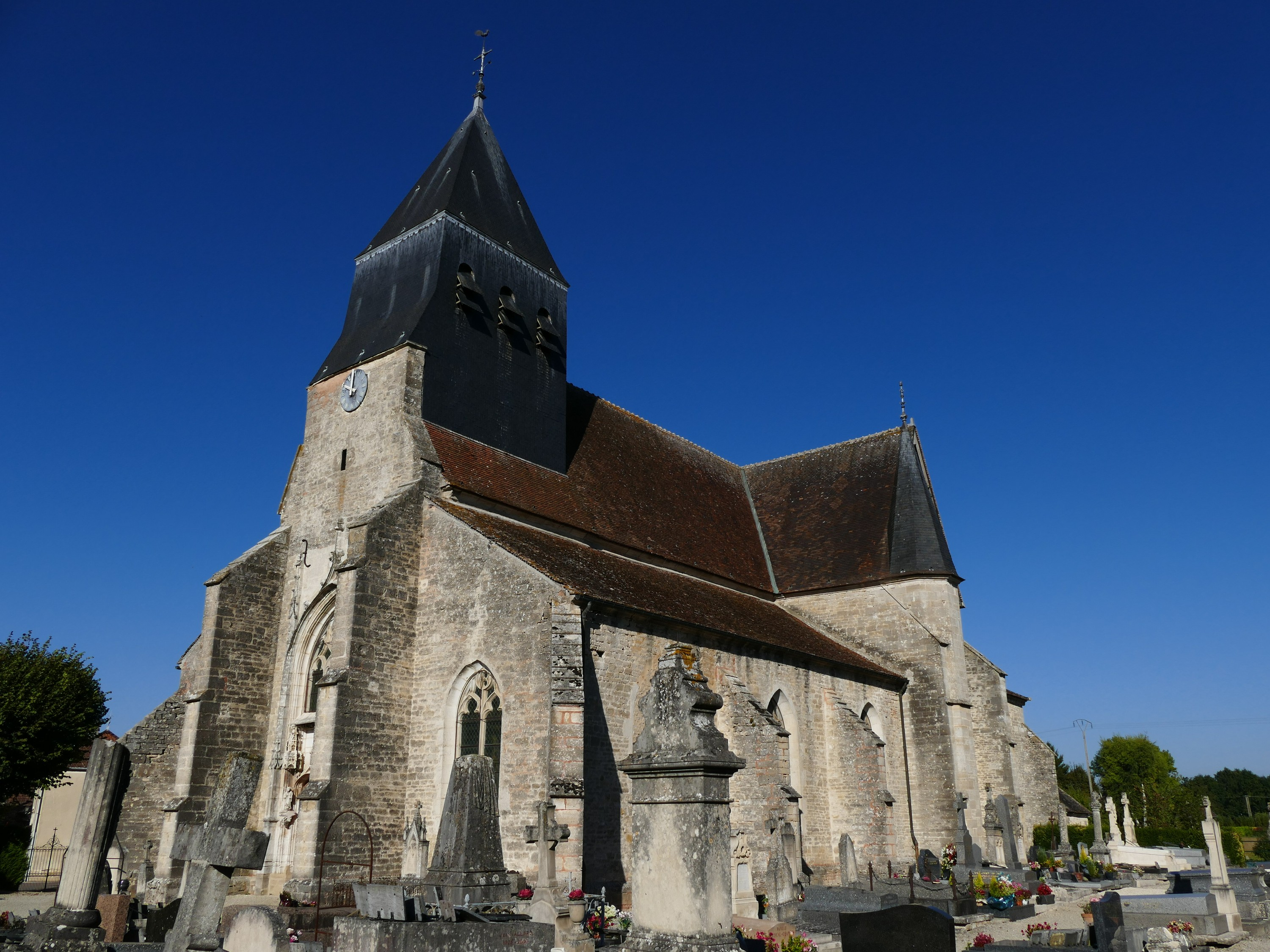
La façade.
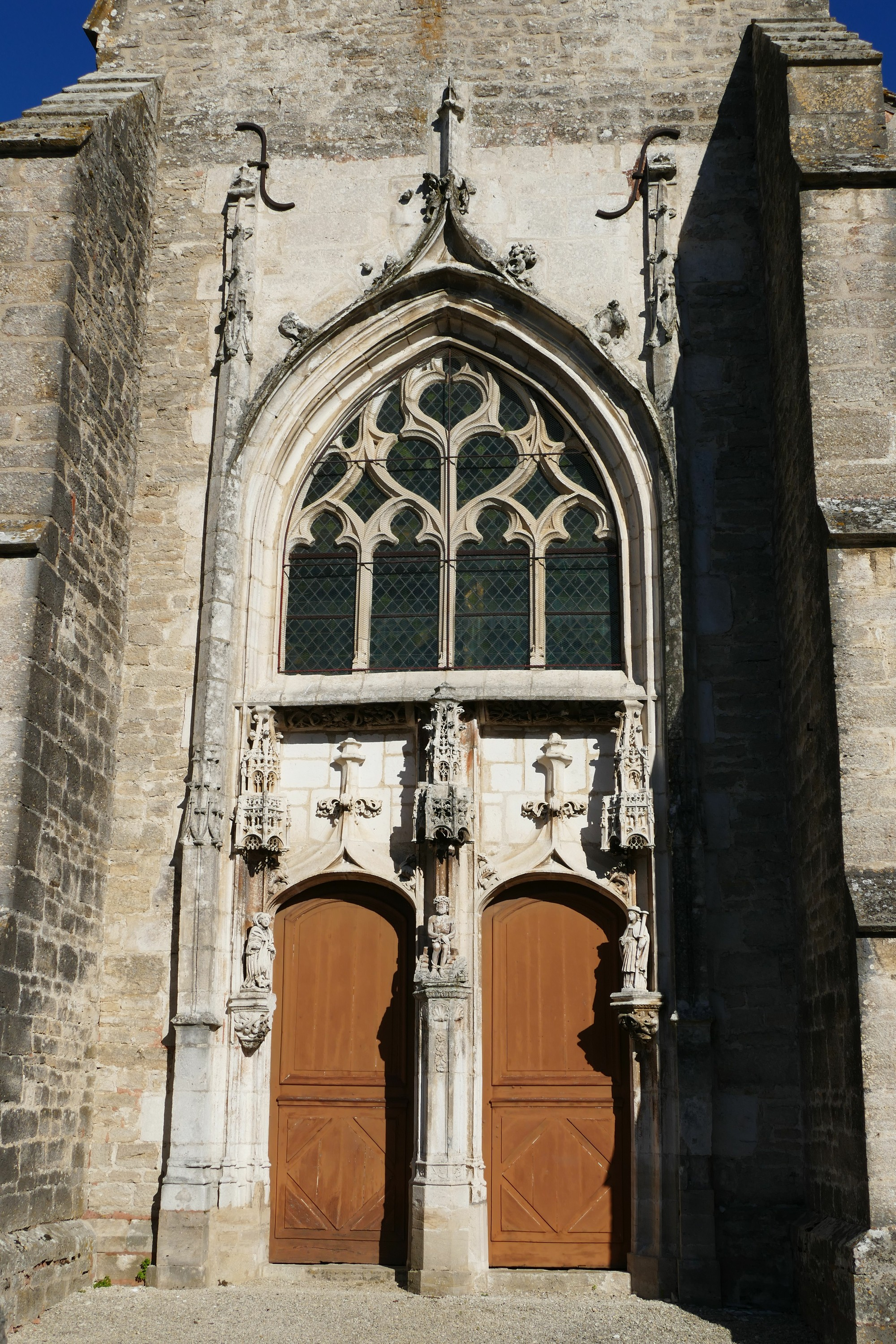
Le portail.
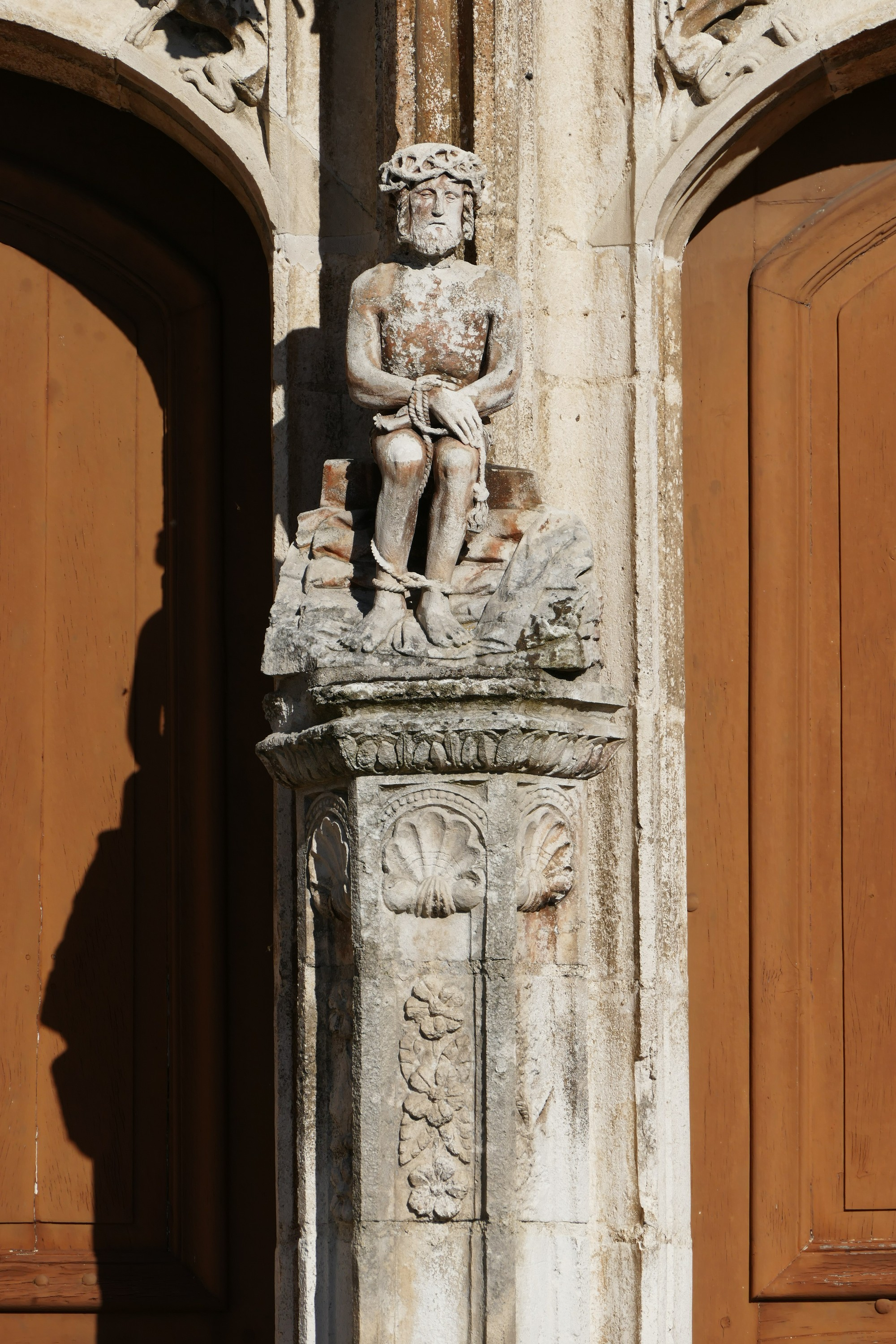
Statue du portail.
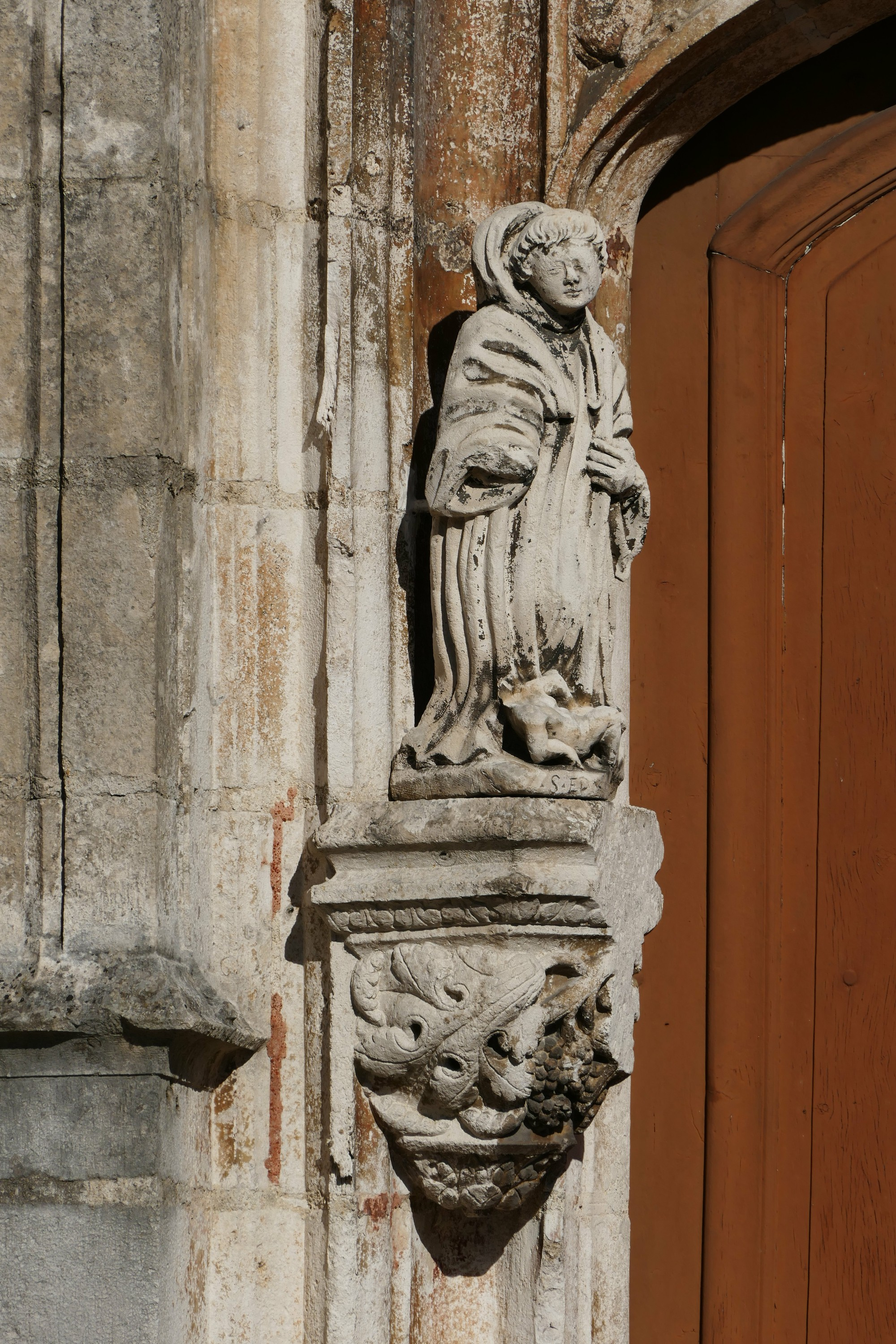
Statue du portail.
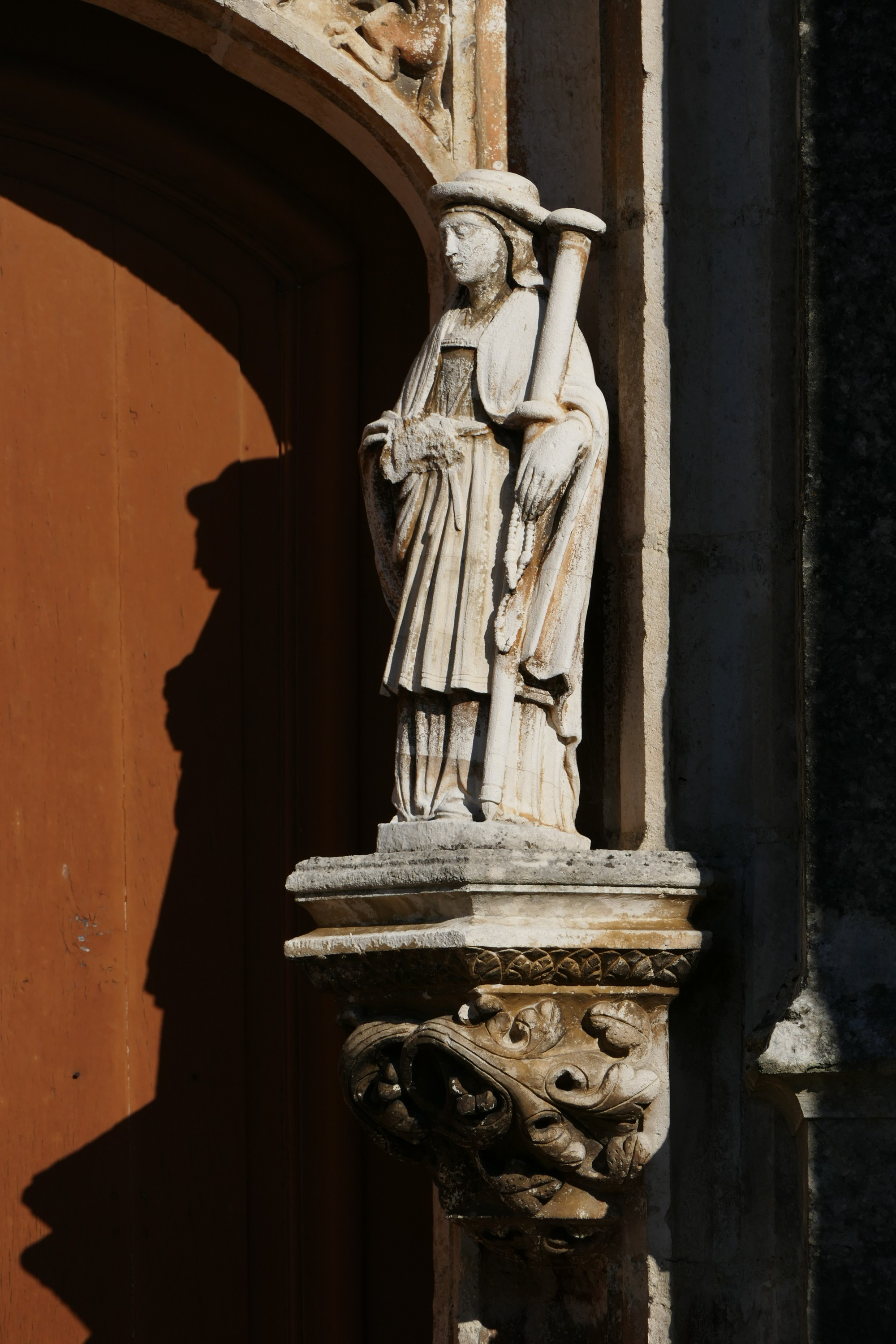
Statue du portail.